# 가시마시 (사가현)
가시마시(일본어: 鹿島市)는 일본 사가현 남부에 있는 도시이다. 과거에는 후지쓰군에 속했다.

## 지리
사가시에서 남서쪽으로 60km 떨어진 곳에 위치한다. 동쪽으로 아리아케해와 접하며, 남서쪽으로 나가사키현과 접한다. 남쪽으로 다라 산계가 있고 남부는 그 산기슭으로, 몇 개의 강이 골짜기를 흐른다. 북부는 해안가의 평야로 가시마 시가지가 있다.

### 인접한 자치체
- 사가현
  - 우레시노시
  - 기시마군 시로이시정
  - 후지쓰군 다라정

- 나가사키현
  - 오무라시

## 역사
- 1889년 4월 1일 - 정촌제 시행으로 후지쓰군 미나미카시마촌·기타카시마촌·하치혼기촌·후루에다촌·노고미촌·나나우라촌이 성립하였다.
- 1912년 12월 1일 - 미나미카지마촌이 개칭, 정으로 승격해 가시마정이 되었다. 기타카시마촌이 개칭해 가시마촌이 되었다.
- 1918년 8월 3일 - 하치혼기촌이 개칭, 정으로 승격해 하마정이 되었다.
- 1954년 4월 1일 - 가시마정·하마정·가시마촌·후루에다촌·노고미촌이 합병, 시로 승격해 가시마시가 되었다.
- 1955년 3월 1일 - 나나우라촌의 일부를 편입하였다.

## 교통

### 철도
- 규슈 여객철도 나가사키 본선

### 도로
- 국도 207호선
- 국도 444호선
- 국도 498호선